# سیارک ۱۴۳۸
سیارک ۱۴۳۸ (به انگلیسی: 1438 Wendeline، نامگذاری:1937TC) هزار و چهارصد و سی و هشتمین سیارک کشف شده‌است که در ۱۱ اکتبر ۱۹۳۷ و در هایدلبرگ کشف شد.
قدر مطلق سیارک برابر ۱۱٫۴۰ است.